# Emil Kramer
Karl Leif Emil Kramer, född 14 november 1979 i Fredsberg, Töreboda, död där 9 december 2009, var en svensk speedwayförare som bland annat tävlade för Hagforsklubben Valsarna samt Örnarna från Mariestad.
Han omkom i december 2009 i en singelolycka på riksväg 202 mellan Töreboda och Mariestad, efter att han förlorat kontrollen över sin skåpbil och kraschat in i en bergvägg.